# Affinity Photo
Affinity Photo je rastrový grafický editor vyvinutý společností Serif Ltd.  Program slouží k vytváření a úpravám bitmapových souborů, především fotografií, a je kompatibilní s operačními systémy Windows, MacOS a iPadOS. Dá se zakoupit v samostatných verzích zvlášť pro Windows, Mac nebo iPad, nebo jako součást balíčku tří grafických editorů, mezi které patří i programy Affinity Designer a Affinity Publisher.

## Historie
První desktopová verze Affinity Photo byla zveřejněna 9. července 2015. V roce 2017 bylo oznámeno přidání aplikace pro iPad. V červnu 2019 byl na trh firmou Serif uveden také program Affinity Publisher, který lze s Affinity Photo propojit využitím Photo Persony.
Současná verze Affinity Photo 2 byla vydána 9. listopadu 2022 v rámci zveřejnění nových verzí všech Affinity programů a přidání aplikace Affinity Publisher pro iPad do nového balíčku obsahujícího všechny tři programy pro všechny kompatibilní operační systémy.

## Kompatibilita
Verze 2 desktopové aplikace pro MacOS je kompatibilní s verzemi operačních systémů macOS Ventura 13, macOS Monterey 12, macOS Big Sur 11, macOS Catalina 10.15, Windows® 11, Windows® Update z 10. května 2020 (2004, 20H1, build 19041) nebo novější.
Verze 2 aplikace pro iPad je kompatibilní s operačním systémem iPadOS 15 nebo novějšími verzemi.

## Vlastnosti

### Uživatelské rozhraní
Uživatelské rozhraní editoru Affinity Photo je rozdělené na tzv. Persony. Výchozí Photo Persona je velmi podobná rozhraní programu Adobe Photoshop, kvůli čemuž je Affinity Photo často označován za jeho alternativu. V levé části se nachází panel s nástroji, v horní části lišta pro podrobnější nastavení vybraného nástroje, vpravo další ovládací panely, například vrstvy dokumentu, a uprostřed náhled samotného otevřeného dokumentu. Dále jsou k dispozici Liquify Persona pro deformaci obrázků, Develop Persona pro editaci fotek v RAW formátu, Tone Mapping Persona pro upravení fotek vysokého dynamického rozsahu a Export Persona pro nastavení exportu.

### Vstupní a výstupní souborové formáty
V programu lze otevřít, upravovat a exportovat soubory jak v nativním formátu .afphoto, tak i v jiných bitmapových či vektorových formátech. Ve verzi 2 lze otevřít nativní soubory vytvořené v dřívějších verzích, naopak však ne.
| Souborový formát           | Import | Export |
| -------------------------- | ------ | ------ |
| Adobe Illustrator (AI)     | ano    | ne     |
| Adobe Freehand (10 and MX) | ano    | ne     |
| Adobe Photoshop (PSD)      | ano    | ano    |
| Adobe Photoshop (PSB)      | ano    | ne     |
| DNG                        | ano    | ne     |
| EPS                        | ano    | ano    |
| GIF                        | ano    | ano    |
| HEIF                       | ano    | ne     |
| JPEG                       | ano    | ano    |
| J2K,JP2                    | ano    | ne     |
| JPEG-XR/JXR (WDP/HDP)      | ano    | ne     |
| PDF                        | ano    | ano    |
| PNG                        | ano    | ano    |
| RAW                        | ano    | ne     |
| SVG                        | ano    | ano    |
| TGA                        | ano    | ano    |
| TIFF                       | ano    | ano    |
| WEBP                       | ano    | ne     |
| OpenEXR                    | ano    | ano    |
| Radiance HDR               | ano    | ano    |
| FITS                       | ano    | ne     |

### Podporované jazyky
Podle zdroje:
- angličtina (US, UK)
- němčina
- francouzština
- španělština
- portugalština (brazilská)
- japonština
- italština
- čínština (zjednodušená)